# Kupa (Borsod-Abaúj-Zemplén)
Kupa es un pueblo ubicado en el distrito de Szikszó, en el condado de Borsod-Abaúj-Zemplén, Hungría.

## Superficie
Posee una superficie de 7,840 kilómetros cuadrados.

## Demografía
Hasta 2019 la población era de 166 habitantes, con una densidad de población de 21,17 habitantes por kilómetro cuadrado.